# Kossuth Lajos tér (Metró Budapest)
Kossuth Lajos tér (früher: Kossuth tér) ist eine 1972 eröffnete Station der Linie M2 der Metró Budapest und liegt zwischen den Stationen Deák Ferenc tér und Batthyány tér. 
Die Station befindet sich am gleichnamigen Platz (benannt nach Lajos Kossuth) in der Nähe des Parlamentsgebäudes im V. Budapester Bezirk (Belváros-Lipótváros). 

## Galerie

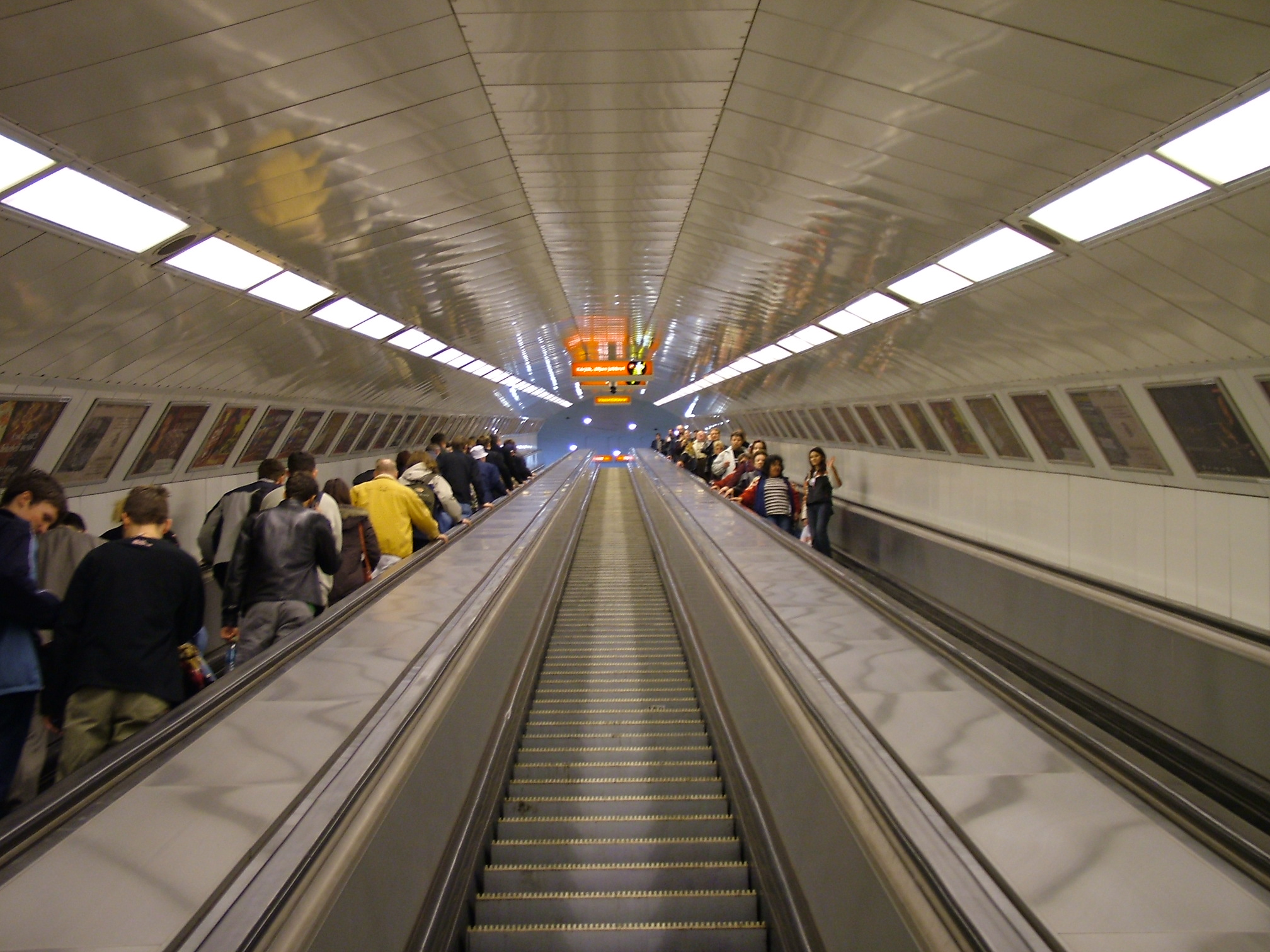
Rolltreppe
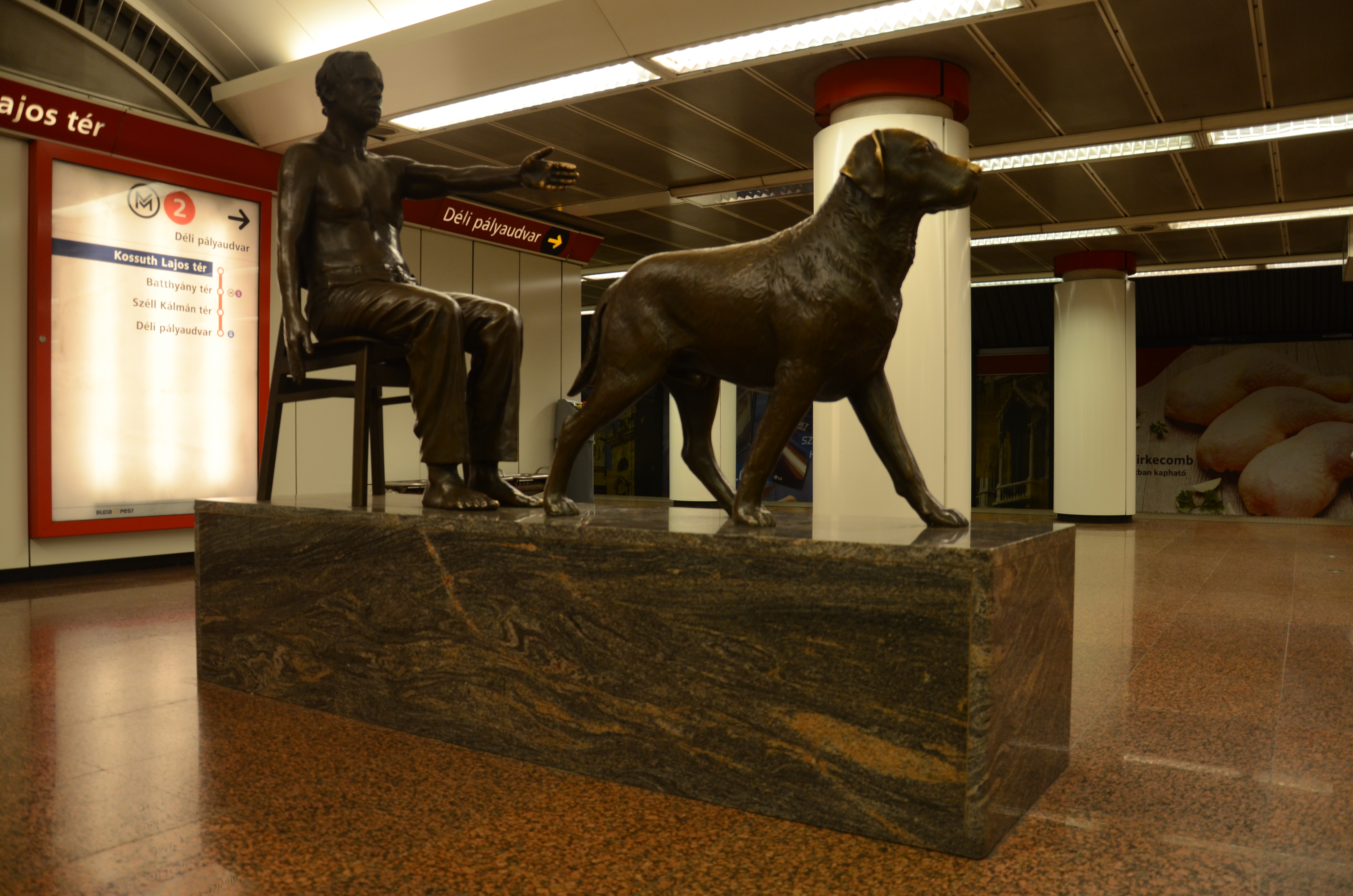
Statue des Teiresias